# 呂泉生
呂泉生（1916年7月1日—2008年3月17日），筆名呂玲朗，是一位出身臺中縣神岡鄉三角村 （現臺中市神岡區三角里） 的音樂家、基督徒，並以其歌樂創作和合唱指揮上的成就為人所知。
他致力於採集、改編各種臺灣民謠，是將之藝術化的先驅之一。同時，他也長年擔任榮星合唱團的指揮。

## 生平概略
1916年7月1日，呂泉生出生於臺中州臺中廳葫蘆墩支廳神岡三角仔呂家，為一個信奉基督教的家庭。
幼年時，他受家人鼓勵加入教會唱詩班。
1930年前後，他考入臺中州立臺中第一中學校；在學期間，他在東京聽聞一場音樂會後受感動，向家人央求購買小提琴，並開始自學音樂。
1932年前後，他因練琴曠課多天遭校方處以留級。同時，他又拜鋼琴家陳信貞為師，為陳信貞少數的男性鋼琴學生。
1936年，他進入東洋音樂學校鋼琴科就讀；1938年，因意外脫臼且傷及手指，改主修為聲樂。
1939年，他畢業於東洋音樂學校聲樂科並受聘於東寶日本劇場，擔任職業演唱者，同時向成田為三學習作曲。
1942年6月23日，由陳泗治伴奏，於台北放送局舉行獨唱廣播。10月，他返鄉處理父親後事，但因太平洋戰爭情況激烈而無法返回日本，此後定居台北。
1943年4月起，擔任台北市成蹊實踐女學校音樂教師。這是他第一份有收入的正式工作，至1944年底成蹊因戰爭因素遷校至草山（今陽明山），他覺得交通不便才辭職。
1943年9月3-5日，厚生演劇研究會公演張文環作品《閹雞》。他負責配樂，使用其採集而改編成合唱曲的《丟丟銅仔》、《六月田水》和《一隻鳥仔哮救救》等台灣民謠。在當局推行皇民化政策的背景下，首演隔日即被禁唱。
1952年，1月起主編共99期的《新選歌謠》月刊，向大眾徵稿並發表新作，涵蓋兒童歌曲、合唱歌曲和民謠等；3月，受臺灣省教育會理事長游彌堅聘任，主編引介各國歌曲的《101世界名曲集》，同時撰寫《國民學校音樂課本》，更主編《新傳歌謠》月刊，向大眾徵稿並發表新作，涵蓋兒童歌曲、合唱歌曲和民謠等。
1957年，他受辜偉甫邀請，創辦榮星合唱團，並擔任團長至1991年11月退休為止。
他自1958年開始任教於實踐家政專科學校，1969年該校創設音樂科，他獲聘音樂科主任，後於1989年退休。
又在任職臺北市天主教靜修女子高級中學之音樂老師期間. 為第六任校長洪奇珍修女所作校歌譜曲。
1991年，他獲頒行政院文化獎。
2008年3月17日於美國過世，享耆壽92歲。

## 代表作
- 《搖嬰仔歌》：二戰末期因思念躲避空襲而分離的妻兒所作。
- 《杯底不可飼金魚》：有感二二八事件重創人心而作。
- 《阮若打開心內的門窗》：為安撫因工業化、農村過剩勞動力流向都市之青年所作。

## 相關歌曲
- 《望你早歸》：促成楊三郎、那卡諾和紀露霞合作創作。
- 《燒肉粽》、《收酒矸》、《遊子吟》、《搖嬰仔歌》
- 臺北市立中正國民小學校歌
- 台中市立光復國民小學校歌
- 新北市立板橋國民中學校歌
- 屏東縣立琉球國民中學校歌
- 新北市立三重商工校歌
- 臺北市私立靜修女子高級中學校歌
- 真理大學校歌
- 實踐大學校歌
- 淡江大學校歌
- 臺北醫學大學校歌
- 高雄醫學大學校歌
- 郭綜合醫院院歌

### 腳註
1. 1 2  【人物】 呂泉生，臺灣音樂館
2. ↑  陳郁秀、孫芝君，《呂泉生的音樂人生》，134-136頁。

## 延伸閱讀
- 莊永明、孫德銘合著之「台灣歌謠鄉土情」 。
- 陳郁秀、孫芝君著，《呂泉生的音樂人生》台北：遠流出版，2005年10月 ISBN 978-957-325-639-7

## 外部連結
- 臺灣音樂家群像  呂泉生（页面存档备份，存于）
- 【紀錄大師】台灣音樂史上的要角--呂泉生寫下不凡典範 （页面存档备份，存于）